# Berlinale Talents
Berlinale Talents (ранее Berlinale Talent Campus, «Кампус талантов Берлинале») — это образовательная секция Берлинале, направленная на обучение и помощь в карьере начинающим кинематографистам различных специальностей. В рамках Berlinale Talents проходят встречи и мастер-классы под руководством опытных представителей индустрии, выпускается отдельная газета мероприятия — Talent Press, учреждена премия VFF Talent Highlight Award, проекты выпускников кампуса презентуют на Talent Project Market, проходящим совместно с Европейским кинорынком.
Учреждённая в 2003 году, программа Berlinale Talents к 2023-му насчитывает свыше пяти тысяч выпускников, многие из которых сделали выдающуюся карьеру в кино, их фильмы входят в программы ведущих мировых кинофестивалей.

## Описание

### Участие и организация
Berlinale Talent Campus («Кампус талантов Берлинале») был основан в 2003 году по инициативе директора Берлинского международного кинофестиваля Дитера Косслика. Он объявил о своих планах создать платформу для поддержки нового поколения кинематографистов в рамках фестиваля. «Кампус талантов» был создан для обучения молодых людей, стремящихся сделать карьеру в кинематографе: сценаристов, режиссёров, актёров, операторов, специалистов монтажа, и др. Чтобы попасть в «кампус талантов», претенденты со всего мира присылают заявки, которые затем рассматривает специальное жюри. Для каждого профессионального направления существуют свои требования, например, режиссёры должны прислать одноминутный фильм, монтажёры — трёхминутный отрывок из своей работы, актёры должны на момент подачи заявки сняться в как минимум двух фильмах-участниках международных фестивалей. Общим требованием для всех кандидатов является знание английского языка. В первые годы работы кампуса из нескольких тысяч заявок отбор проходили около 500, в дальнейшем, однако, число студентов снизили до 250. В 2023 году на форуме появилась новая профессия: художник по цифровым декорациям.
Форум спонсируют Министерство иностранных дел Германии, ФИПРЕССИ, Институт Гёте, Mastercard, и другие. Организаторы кампуса покрывают участникам расходы на жильё и перелёт (в размере 300 евро), основной площадкой для мероприятий во время Берлинале является театр HAU Hebbel am Ufer theatre. Хотя в первые годы после основания форум был ориентирован на студентов, постепенно средний возраст участников вырос до 32-34 лет. По словам Кристин Трострум, многолетнего организатора форума, именно 5-10 лет спустя после окончания институтов многие начинающие кинематографисты вступают в этап серьёзного развития карьеры.
В 2013 году форум был переименован в Berlinale Talents. В 2014 году программ-менеджером Berlinale Talents вместо Маттиса Воутера Кноля стал Флориан Вегхорн, до этого руководивший секцией Generation Берлинале. Кноль получил должность директора Европейского кинорынка.

### Программа
В рамках кампуса проходит свыше 35 различных мероприятий: лекции, встречи и мастер-классы с именитыми режиссёрами, и т. д.  Тематические секции включают лабораторию короткометражного кино, Doc Station для документалистики, «Скрипт Клиник» для молодых сценаристов — семинар в стилизованном под больницу помещении, где их работы «лечат» опытные профессионалы.
Созданные на лабораториях фильмы участники Berlinale Talents затем презентуют на Европейском кинорынке. Совместно с ФИПРЕССИ и Институтом Гёте, участники «Кампуса талантов» выпускают ежедневную газету мероприятия — Talent Press. На 2023 год у Berlinale Talents действуют семь международных филиалов — в Буэнос-Айресе, Дурбане, Бейруте, Гвадалахаре, Сараево, Токио и Рио-де-Жанейро. Talents Tokyo был запущен в 2011 году и проводится во время TOKYO FILMeX.
Совместно с Европейским кинорынком Berlinale Talents ежегодно проводит Talent Project Market, где фильмы начинающих авторов презентуются потенциальным продюсерам и покупателям, а также премию VFF Talent Highlight Award.
Ежегодно трём избранным студентам Berlinale Talents предлагает участникам программу круглогодичного стипендиата, которая включает не только финансовую поддержку, но и индивидуальное сопровождение и менторство.

### Выпускники и преподаватели
К 2019 году через школу талантов Берлинале прошли 5673 студента. Участие в Berlinale Talents даёт мощный старт карьере молодых кинематографистов и помогает им стать частью международного сообщества. Их фильмы неоднократно входили в основную конкурсную программу Берлинале: например, в 2018-м «Золотого медведя» на Берлинале получила картина выпускницы Talents — «Не прикасайся» Адины Пинтилие. Только в 2019 году 7 картин 9 выпускников вошли в шорт-лист «Оскара»: например, «Айка» и Communion от продюсера Анны Выдра, выпускницы 2012 года, «Перелётные птицы» и «Рома» от продюсера Сандино Саравиа Виная, закончившего «Кампус талантов» в 2004-м. В том же году на лучший фильм на иностранном языке был номинирован «Капернаум» ещё одних выпускников Berlinale Talents — Кристофера Ауна и Константина Бока.
Преподавателями на кампусе 2009 года были оператор и лауреат «Оскара» Януш Каминский («Скафандр и бабочка»), режиссёр и оператор Фара Хан, а также режиссеры Патрисио Гусман и Ясмила Жбанич, в 2017-м открывали цикл семинаров Мэгги Джилленхол и Пол Верховен, в 2018-м в качестве преподавателя на кампус вернулся режиссёр Дэвид Лоури.
За годы работы кампуса его студентами были представители более 100 стран мира: режиссёры Гай Натив, Рубайат Хуссейн, Хаджудж Кука (Beats of the Antonov), Марина Врода, Татьяна Соболева («Посланники большой земли», «Две стороны одной лошади»), Кристина Михайлова («Альгиз», «Лунные зайцы»), Беньямино Баррезе («Исчезновение моей матери»), композиторы Антон Байбаков и Дмитрий Селипанов, продюсер Ольга Журженко, и многие другие.